# 前川莉珠
前川 莉珠（まえかわ りず、2004年10月24日 - ）は、日本の女優。神奈川県出身。

## 経歴
2021年10月31日、松竹、松竹芸能、松竹エンタテインメントによる大型合同オーディション「松竹ジャパングランプリ 全国オーディション」で準グランプリとなり、芸能界入りを果たす。
2023年には『美少女図鑑』と『週刊ヤングジャンプ』（集英社）が共同で行っている発掘企画第2回「美少女mining」の5人のうちの1人に選出され、同年6月1日発売の『週刊ヤングジャンプ』 2023年27号にて水着グラビアを初披露した。
2025年6月5日発売の『週刊ヤングジャンプ』 2025年27号にて初の表紙・巻頭グラビアを飾る。

## 人物
- 趣味は読書、カラオケ、ドラマ・映画・テレビ鑑賞、散歩。
- 特技はチア、ソーラン節、走ること（運動全般）、大きな声を出すこと。

## 出演

### 映画
- モエカレはオレンジ色（2022年7月）
- 交換ウソ日記（2023年7月）

### テレビ
- カナフルTV（tvk）- リポーター

### CM
- 明石スクールユニフォームカンパニー「仲間と着る、よろこびを。」篇（2022年）

### MV
- BIGMAMA「17 (until the day I die)」（2023年10月）

## 書籍

### デジタル写真集
- 透明少女（2023年6月1日、集英社［YJ PHOTO BOOK］、撮影：細居幸次郎）[7][8][9][10]
- Colorful Winter（2024年1月18日、集英社［YJ PHOTO BOOK］、撮影：細居幸次郎）[11][12][13][14]
- はじまりの合図（2024年1月29日、集英社［週プレ PHOTO BOOK］、撮影：カノウリョウマ）[15][16][17]
- “透明感”ってこういうこと！（2025年1月23日、集英社［YJ PHOTO BOOK］、撮影：細居幸次郎）[18][19][20][21]
- motto（2025年6月5日、集英社［YJ PHOTO BOOK］、撮影：細居幸次郎）[22][23][24][25]